# Wanamulya
Wanamulya is een bestuurslaag in het regentschap Pemalang van de provincie Midden-Java, Indonesië. Wanamulya telt 4549 inwoners (volkstelling 2010).